# Denise Bréal
Pour les articles homonymes, voir Bréal.
Denise Bréal est une actrice française.

## Filmographie
- 1941 : Ici l'on pêche de René Jayet : Laure
- 1942 : L'Âge d'or de Jean de Limur : Irène